# Changdeokgung
Changdeokgung (창덕궁?, 昌德宮MR; lett. "palazzo della prospera virtù") è un palazzo che si trova all'interno di un parco di Seul, in Corea del Sud. Si tratta di uno dei Cinque grandi palazzi costruiti dai sovrani della dinastia Joseon; a causa della sua posizione a est del Gyeongbokgung spesso è chiamato semplicemente "palazzo orientale".
Changdeokgung era il palazzo favorito di molti sovrani coreani del Medioevo e mantiene molti dei caratteri tipici dello stile coreano del  periodo dei tre regni, come per esempio il fatto che si armonizza nell'ambiente circostante invece di imporvisi.

## Storia
La costruzione del palazzo iniziò nel 1405 e venne ultimata nel 1412, durante il regno di Taejong. Più tardi il re Sejo espanse il palazzo di circa 500.000 metri quadrati. Durante l'invasione giapponese del 1592, Changdeokgung venne raso al suolo da un incendio, ma nel 1609 venne ricostruito. Dopo un ulteriore incendio nel 1623 e numerosi attacchi da parte della Dinastia Ming, degli eserciti francesi e statunitensi venne sempre ricostruito, restando fedele allo stile originario. Qui si trovava la sede del governo fino al 1867, anno in cui venne ricostruito il vicino Gyeongbokgung. L'ultimo re coreano, Sunjong, visse qui fino alla sua morte avvenuta nel 1926. 

## Architettura
Oggi restano 13 edifici nell'area del palazzo, oltre a 28 padiglioni nel suo enorme giardino, che si estende su di un'area di 45 ettari. Le costruzioni principali sono: Donhwamun (la porta principale del palazzo, costruita nel 1412 e ricostruita nel 1607, con una campana di rame del peso di 8 tonnellate), Injeongjeon (la sala del trono, ricostruita nel 1804), Seongjeongjeon (l'ufficio ausiliario della sala principale, ricostruito nel 1647), Huijeongdang (la residenza privata del re), Daejojeon (gli ambienti privati, distrutti dal fuoco nel 1917 e ricostruiti nel 1920), Geumcheongyo (costruito nel 1411, il più antico ponte di Seul), Juhamnu (archivi reali e pinacoteca, costruita nel 1776) e Nakseonjae (la residenza della famiglia imperiale coreana).

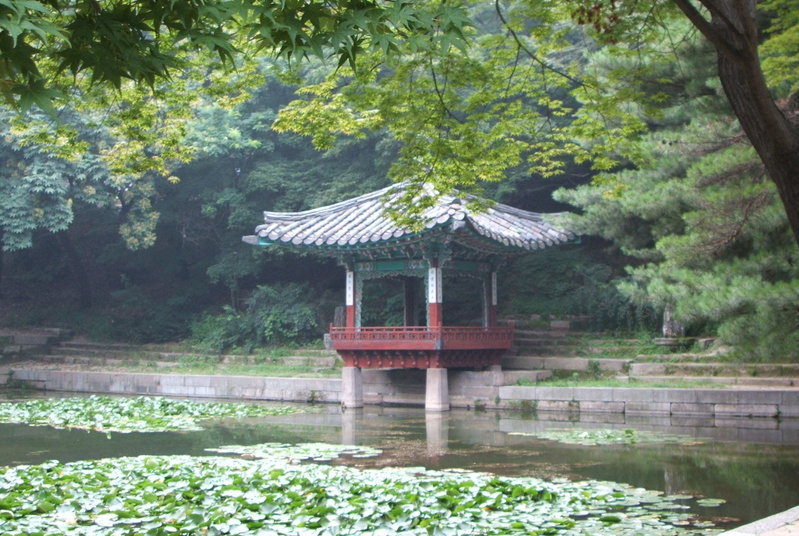
Biwon.

Vicino al palazzo si trova il cosiddetto Biwon, il giardino segreto, costruito originariamente per la famiglia reale e le donne del palazzo; esso contiene una grande quantità di specie vegetali rare e alberi di oltre 300 anni. L'Ongnyucheon ("torrente di giada") contiene un canale d'acqua scavato nel 1636, con alcune cascatelle ed un poema iscritto nella roccia che lo sovrasta. Nel 1997 Changdeokgung venne inserito nell'elenco dei Patrimoni dell'umanità dell'UNESCO.

### Donhwamun
È l'entrata principale del palazzo e presenta la struttura tradizionale tramandata sin dal periodo dei tre regni. In principio infatti, la struttura a due piani sorgeva su un piedistallo di granito bianco. La porta è elegante ma semplice, perché era stata costruita come ingresso a un altro palazzo. Venne distrutta durante le invasioni giapponesi, per poi essere ricostruita da re Seonjo nel 1607 ed è la porta più antica di Seul.

### Geumcheongyo
È il ponte costruito sul canale che nasce a nord e circonda gli edifici esterni (oedang) del palazzo, elemento di grande importanza per le credenze geomantiche secondo le quali venivano costruiti gli edifici. È lungo 12.9 m e largo 12.5 m e risale al 1411, anno in cui re Taejong ne ordinò la costruzione.
È uno dei ponti più antichi di Seul ed è costituito da due archi, uno sormontato da un Haetae (un animale mitico) e l'altro sormontato da una tartaruga chiamata Hyeonmu. Alle spalle delle due statue è inciso un mostro, a tenere lontani gli spiriti maligni. Le balaustre ai lati sono composte da pilastri di pietra sormontati da statue a forma di animale e decorate con motivi a petali di loto. Davanti al ponte si trova la porta Jinseonmun, che conduce agli edifici esterni del complesso.

### Injeongmun
È la porta d'ingresso all'ala che circonda l'Injeongjeon, dove i re soleva ritrovarsi con gli ufficiali. Venne costruita nel 1418 per volere di re Taejong, ma in seguito venne distrutta tre volte: durante le invasioni giapponesi e durante i regni di re Injo e re Yeongjo. Si pensa che la struttura attuale risalga al 1745.

### Injeongjeon

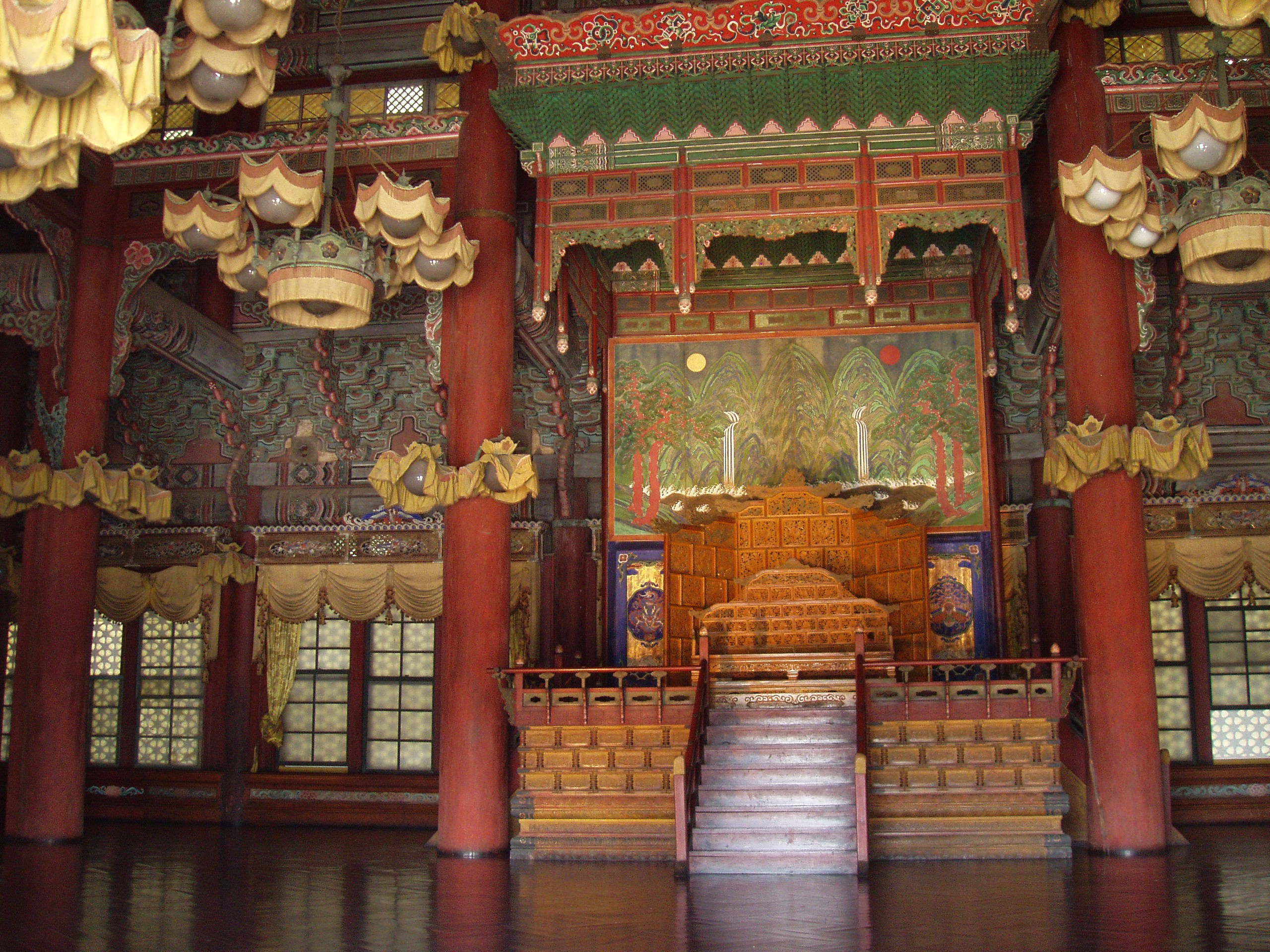
Injeongjeon.

Costruito su una base chiamata woldae, l'Injeongjeon è un edificio a due piani, con uno stile tipico della tarda dinastia Joseon, che ospita la sala principale del palazzo, decorata per rappresentare il potere e l'autorità del sovrano. Si trova al centro degli edifici esterni del complesso, solitamente situati a sud degli edifici interni. Inoltre, in genere, gli edifici e i padiglioni più importanti sono costruiti sull'asse nord-sud. In questo il Changdeokgung è diverso dal Gyeongbokgung, perché i suoi edifici sono disposti secondo la topografia del luogo. 

### Seonjeongjeon

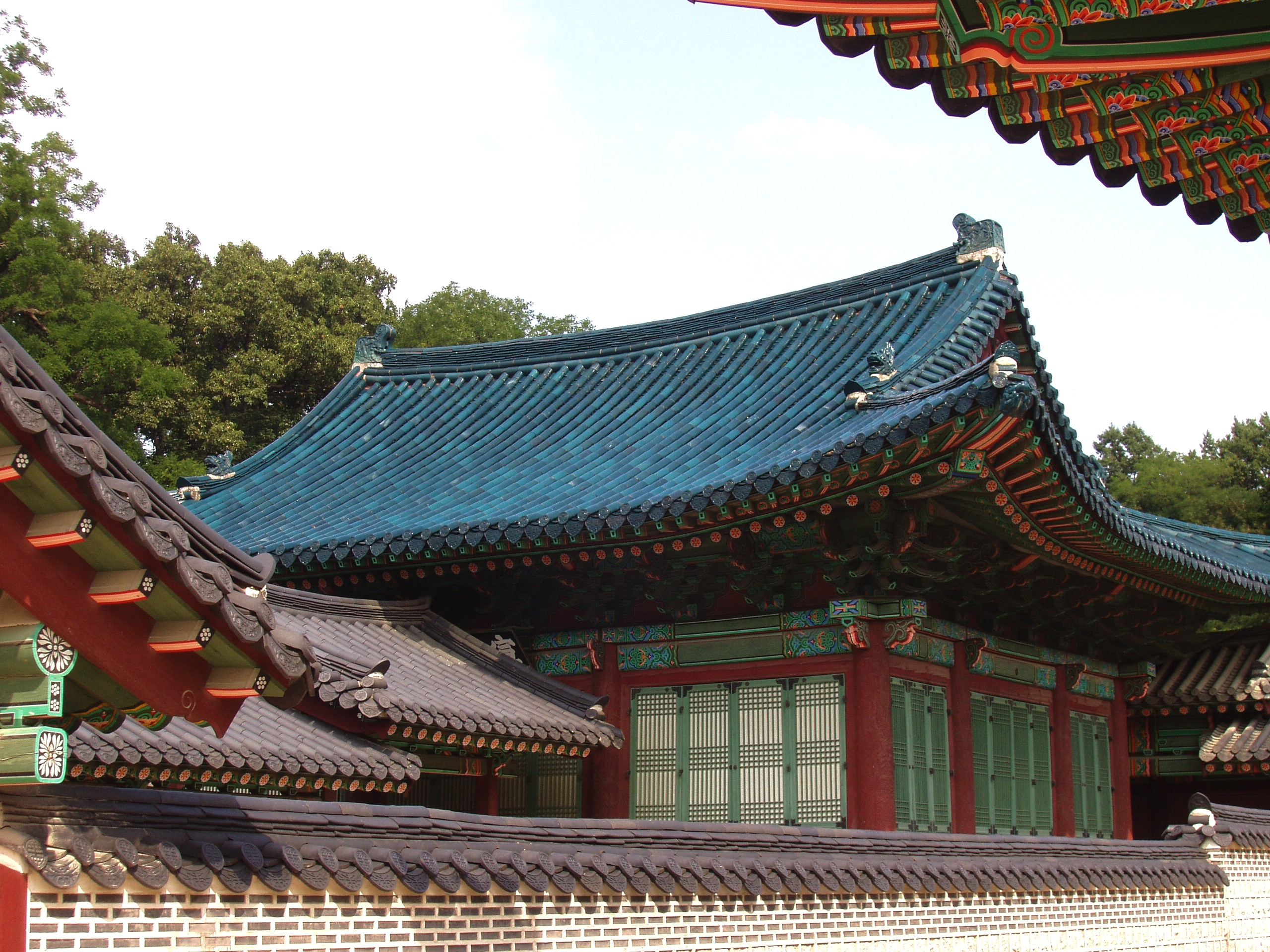
Seonjeongjeon.

Solitamente, il pyeonjeon, ovvero il palazzo dove lavorava il re, si trovava tra gli edifici esterni del complesso, ma era comunque vicino agli appartamenti privati del sovrano. Il Seonjeongjeon è il pyeonjeon del Changdeokgung ed è un edificio a un piano, riconoscibile per il suo tetto blu. Al centro del palazzo si trova il trono del re, con alle spalle il paravento con il sole, la luna e le cinque montagne, mentre ai sudditi era concesso sedersi ai lati. Nell'angolo c'è invece il posto dello scriba, che doveva prendere nota di tutto quello di cui si discuteva. Sopra al trono si trova un baldacchino nello stile artistico dell'intaglio della dinastia Joseon.

### Huijeongdang

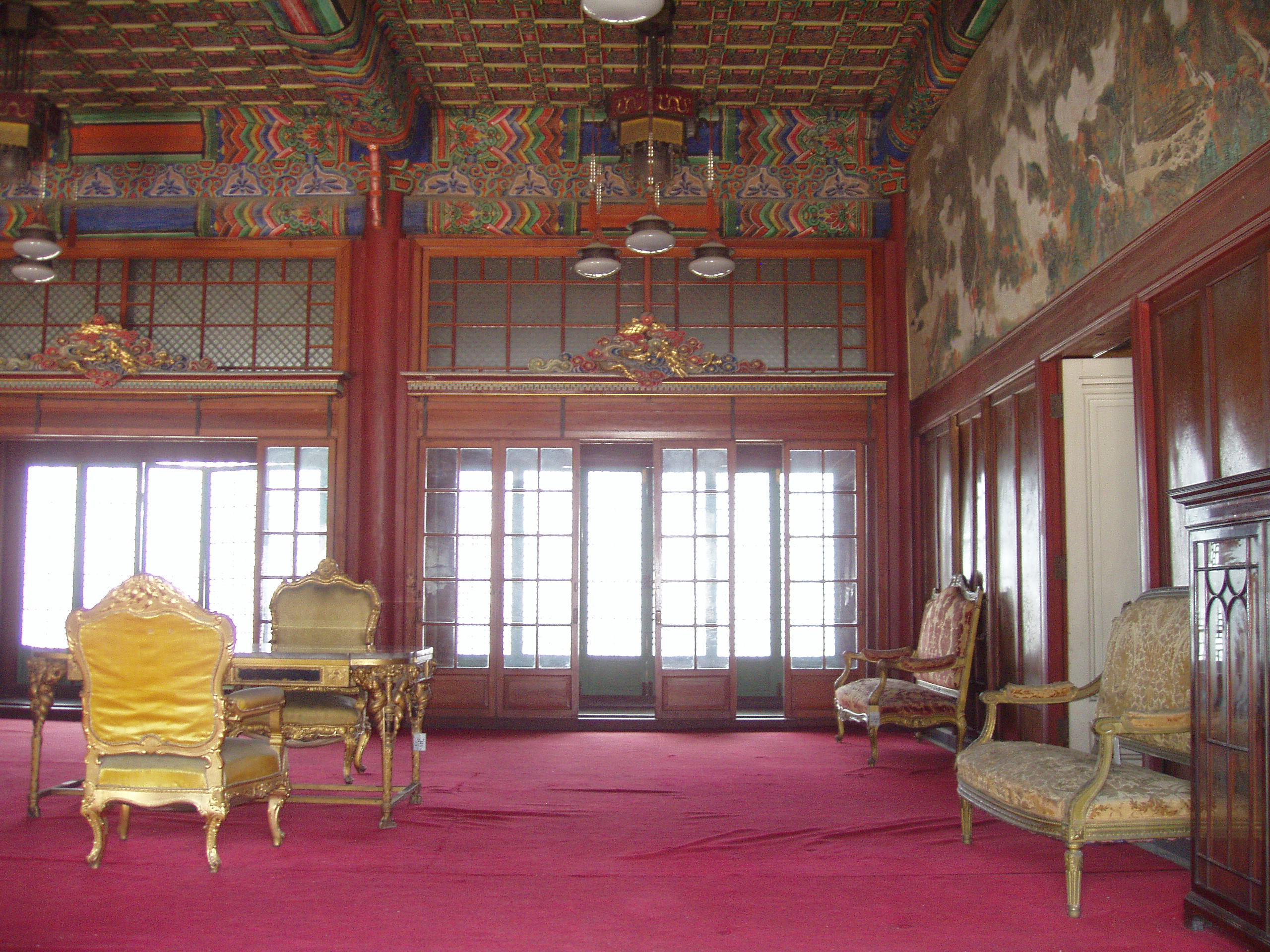
Huijeongdang.

Costruito a sud del Daejojeon, il Huijeongdang era un altro palazzo dove il sovrano lavorava. La stanza al centro dell'edificio era usata come stanza da disegno, mentre la stanza a ovest era una sala per ricevimenti. Nella stanza da disegno sono appese due opere: sulla parete est Panorama del padiglione Chongseokjeong, mentre sulla parete ovest I diecimila picchi del monte Geumgangsan. Prima che il Gyeongbokgung venisse completato, sia re Gojong che re Sunjong vissero in questo palazzo nel periodo in cui la cultura occidentale cominciava a diffondersi in Corea. Per questo motivo, il Huijeongdang fonde lo stile coreano negli esterni e le decorazioni in stile occidentale degli interni. Il palazzo venne raso al suolo nel 1917 e ricostruito in seguito.

### Daejojeon

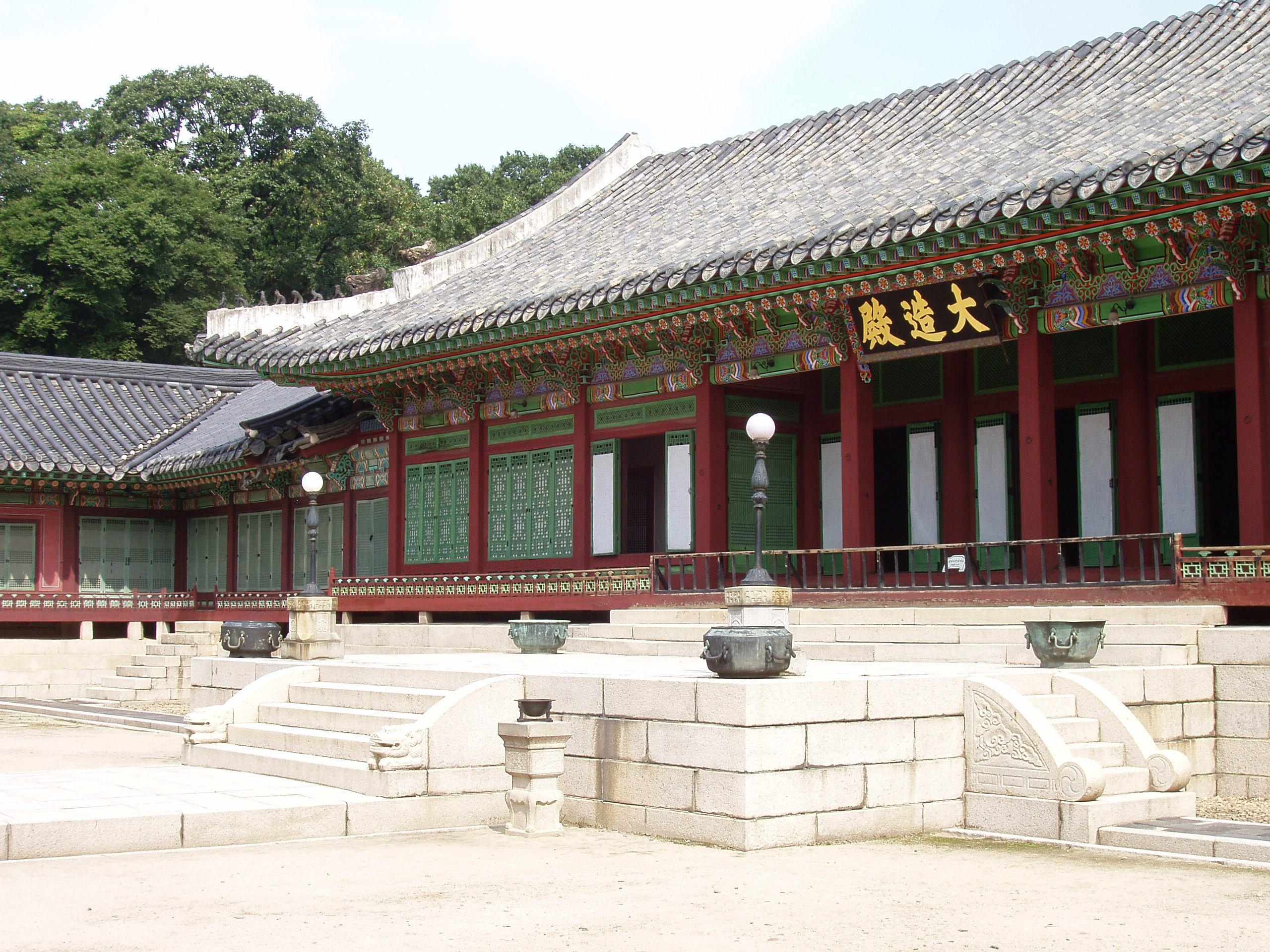
Daejojeon.

Era la residenza della regina e si erge alle spalle degli appartamenti del re. Al centro del palazzo si trova una piccola piattaforma (woldae) sulla quale dovevano aspettare di essere ricevuti gli uomini che si recavano in visita alla regina. Alla base della piattaforma si trovano dei grandi bacili di bronzo che servivano per allontanare il fuoco: infatti, si credeva che gli dei del fuoco si spaventassero vedendo il proprio riflesso nell'acqua contenuta nei bacili. In questo palazzo morirono re Seongjong, re Injo, re Hyeonjong, re Cheoljong, re Sunjong e altri.

### Seongjeonggak
È il palazzo nel quale i medici reali si prendevano cura dei membri della famiglia reale. È anche chiamato Yakbang (farmacia) ed è l'edificio principale del complesso Naeuiwon. Ogni medico aveva il suo compito, per esempio c'erano medici specializzati in chirurgia e altri in ostetrica, e c'erano anche dei medici donna che si occupavano solo delle dame di più alto lignaggio. Erano operativi giorno e notte, seguendo turni precisi. Nel Naeuiwon venivano conservate erbe di ogni tipo provenienti da ogni angolo del paese.

### Nakseonjae

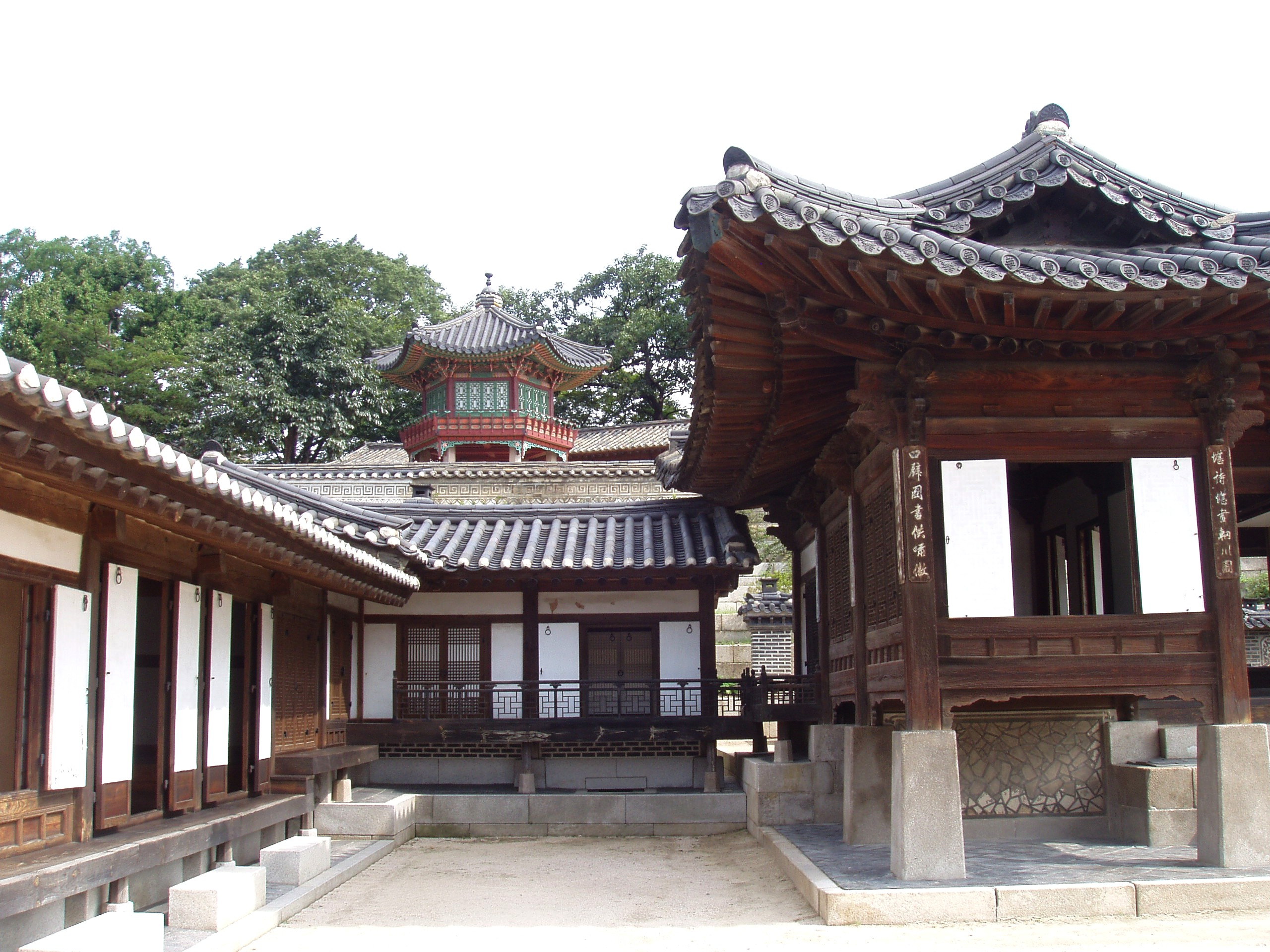
Nakseonjae.

Costruito da re Heonjong (1827-1849, r. 1834-1849) nel 1847, il palazzo esemplifica il gusto del sovrano nell'architettura priva di dancheong (i dipinti multicolore). L'anno successivo, il re fece costruire anche la residenza Seokbokheon e il palazzo Sugangjae. Il Nakseonjae era usato come appartamenti e ufficio del re, mentre la residenza Seokbokheon era l'alloggio della consorte Gyeongbin Kim (1831-1907) e il Sugangjae era la residenza della Regina Sunwon (1789-1857), la nonna del re. In seguito la Seokbokheon venne usata dall'imperatrice Sunjeonghyo (1894-1966) fino al 1966 e il Nakseonjae dalla dama Yi Bang-ja (1901-1899) fino al 1989.

### Yeonghwadang e Buyongjeong

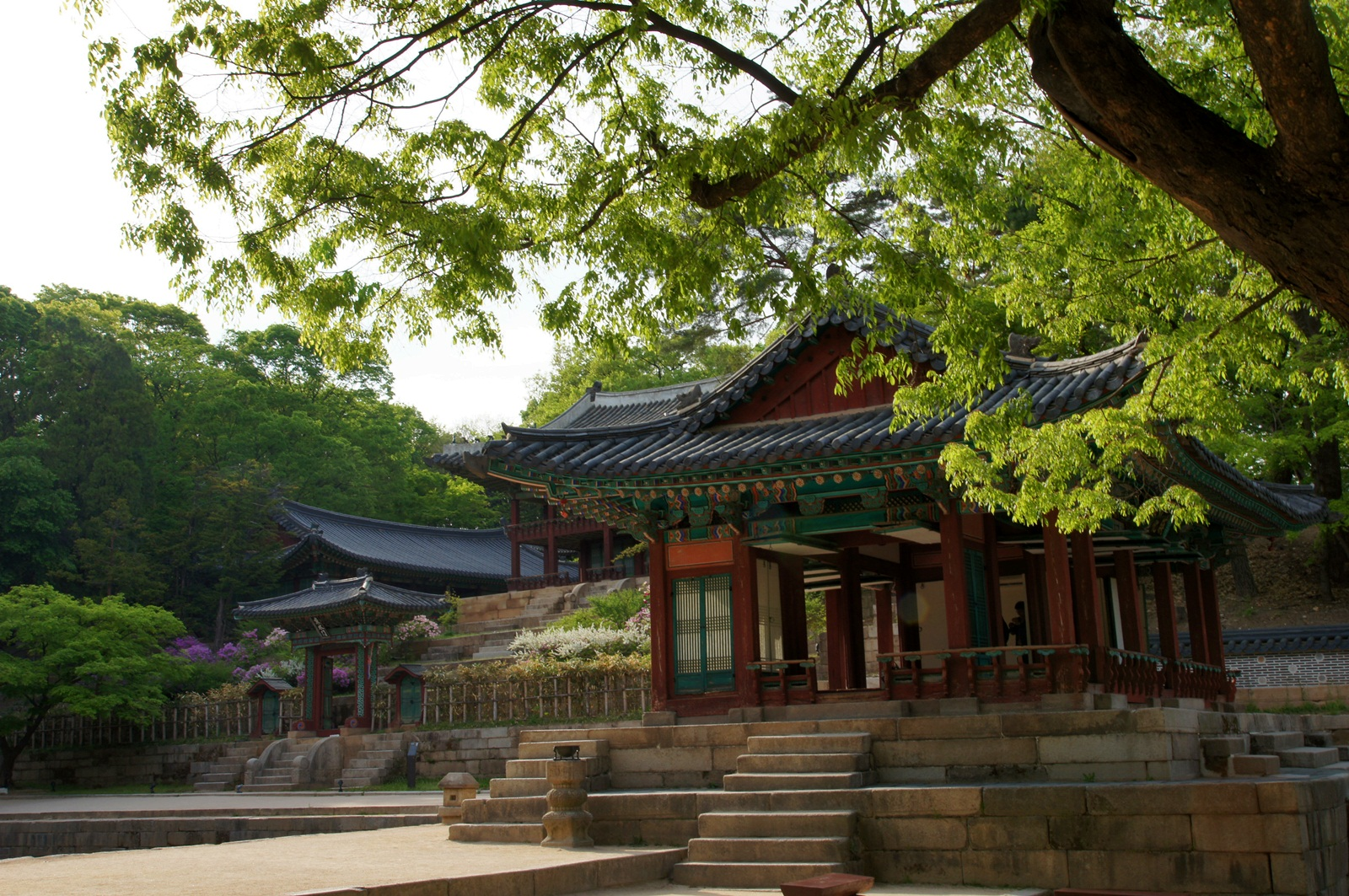
Yeonghwadang.

Dai tempi di re Jeongjo, in questo padiglione si tenne un esame chiamato Jeonsi, destinato alla classe degli studiosi, che amministrava la società coreana. In origine, però, qui il re si riuniva con i sudditi per ascoltare poesie e ammirare la natura. Coloro che superavano l'esame nel Yeonghwadang si spostavano poi nel Juhamnu, dove potevano studiare le decine di migliaia di libri della biblioteca reale. Quando il percorso di studio finiva, si teneva una festa finale nel Buyongjeong, un piccolo padiglione a forma di 亞. Le due estremità del padiglione finiscono in uno stagno, ricordando così la forma di un fiore di loto in piena fioritura.

### Buyongji
Il Buyongji è un laghetto rettangolare al centro del quale si erge un'isola circolare dal diametro di 9 metri. Oltre al padiglione, nel lago si erge anche una pietra a rappresentare un eremita taoista.

### Juhamnu

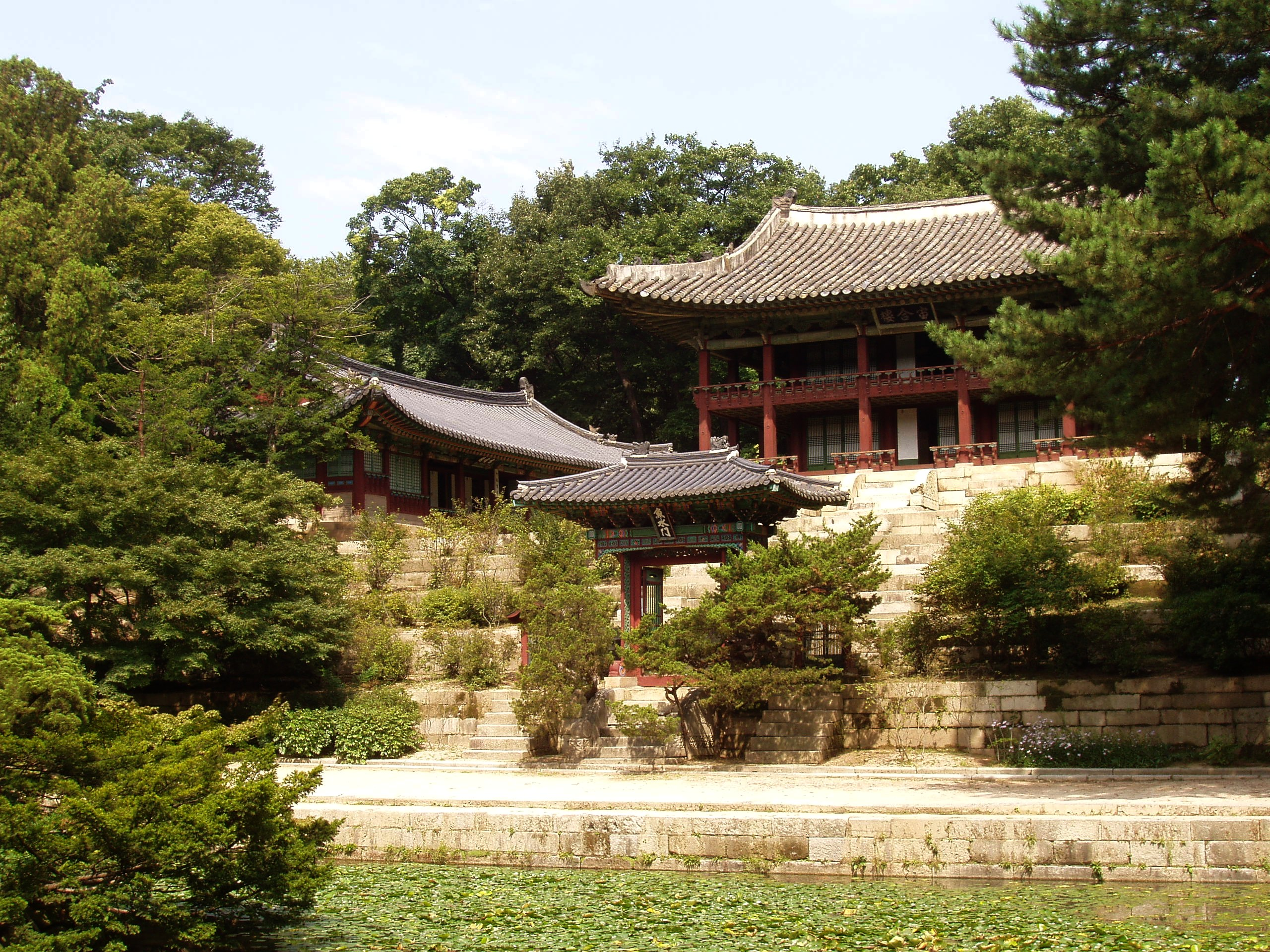
Juhamnu.

Il padiglione Juhamnu venne completato nell'anno in cui re Jeongjo salì al trono. Egli, molto interessato alle materie scientifiche, lo destinò a fungere da biblioteca a due piani. Il primo piano è dove sono conservati decine di migliaia di volumi, mentre il secondo è una sala di lettura. Junhamnu significa letteralmente "padiglione in cui sono riuniti tutti i principi dell'universo", e qui si riunivano i futuri letterati per leggere e studiare. I dintorni vennero abbelliti con diversi elementi: la porta Eosumun a sud con davanti un laghetto quadrato con un'isola al centro, una statua a ovest del laghetto, lo Yeonghwadang a est, il Buyongjeong a sud, e altro. Attraversando il giardino alle spalle del Juhamnu e scendendo la collina, si trovano un laghetto quadrato (Aeryeonji) con un padiglione a nord (Aeryeonjeong).

### Seonhyangjae
Il Seonhyangjae era la libreria e la scuola della famiglia reale. Essendo rivolto a ovest, d'estate al tramonto, era completamente illuminato dal sole e, per questo motivo, venne installata una struttura all'esterno per creare un po' di ombra. Grazie alle decorazioni di bronzo sul tetto era uno degli edifici più lussuosi della Corea.

### Gwallamjeong
Il Gwallamjeong è un padiglione che si erge sulla riva del lago Bandoji e la sua struttura ricorda un ventaglio aperto. Si suppone che risalga al periodo tra la fine della dinastia Joseon e l'inizio dell'età coloniale.

### Ongnyucheon

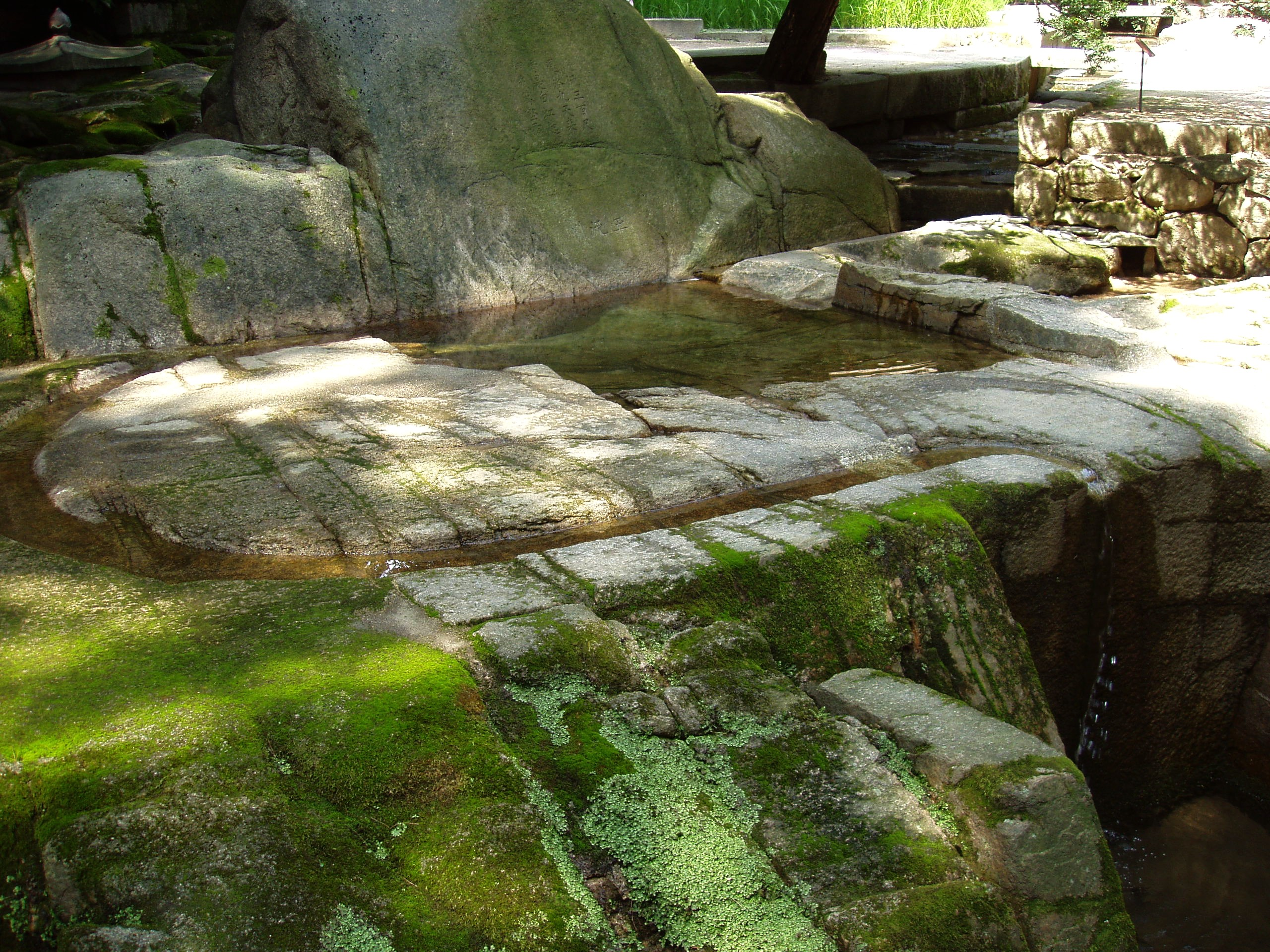
Ongnyucheon.

L'Ongnyucheon è il fiume che scorre nel giardino interno del Changdeokgung, costruito nel 1636, e nasce dalla fonte Eojeong. Lungo il suo corso sorgono diversi padiglioni, tra cui il Cheonguijeong, il Soyojeong, il Taegeukjong e il Chwihanjeong, ognuno dei quali ha un suo ponte di pietra che ne permette l'accesso. Accanto alla Eojeong si trova una grossa roccia naturale chiamata Soyoam, nella quale è stata incisa una poesia di re Injo che recita “l'acqua scorre oltre ogni misura e le cascate precipitano dal cielo. Mi ricordano arcobaleni bianchi, tuoni e luce su tutta la valle".

### Seonwonjeon
Il Seonwonjeon è il tempio nel quale venivano posti i ritratti dei sovrani precedenti. Si trova nella parte più interna del complesso e contiene diverse nicchie, in ognuna delle quali è esposto il ritratto di un sovrano. Nel giorno del compleanno del sovrano, nel Seonwonjeon veniva tenuto un rituale. Durante la Guerra di Corea i ritratti vennero spostati a Busan, ma dopo vennero tutti bruciati.